# Dolina Timna

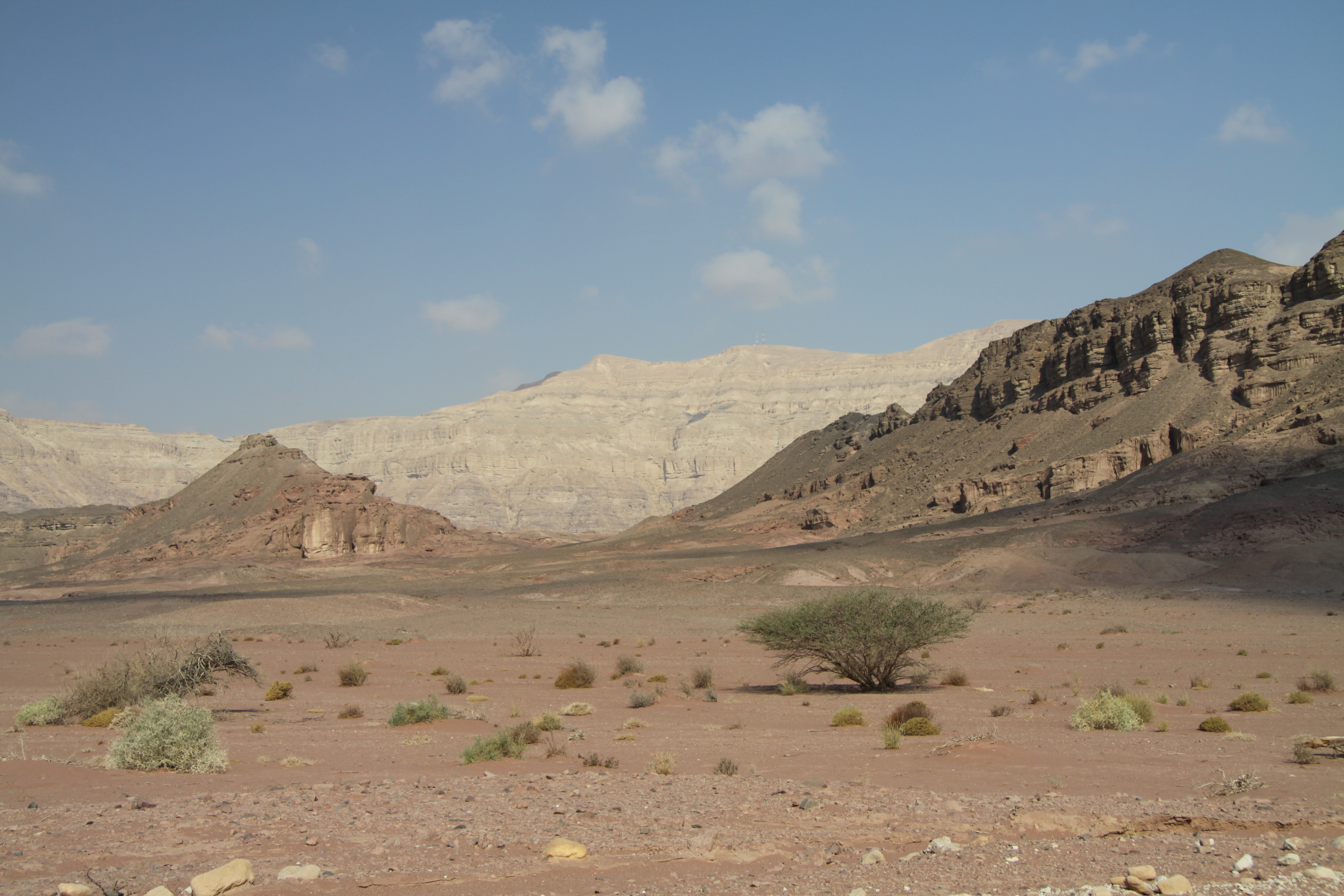
Dolina Timna

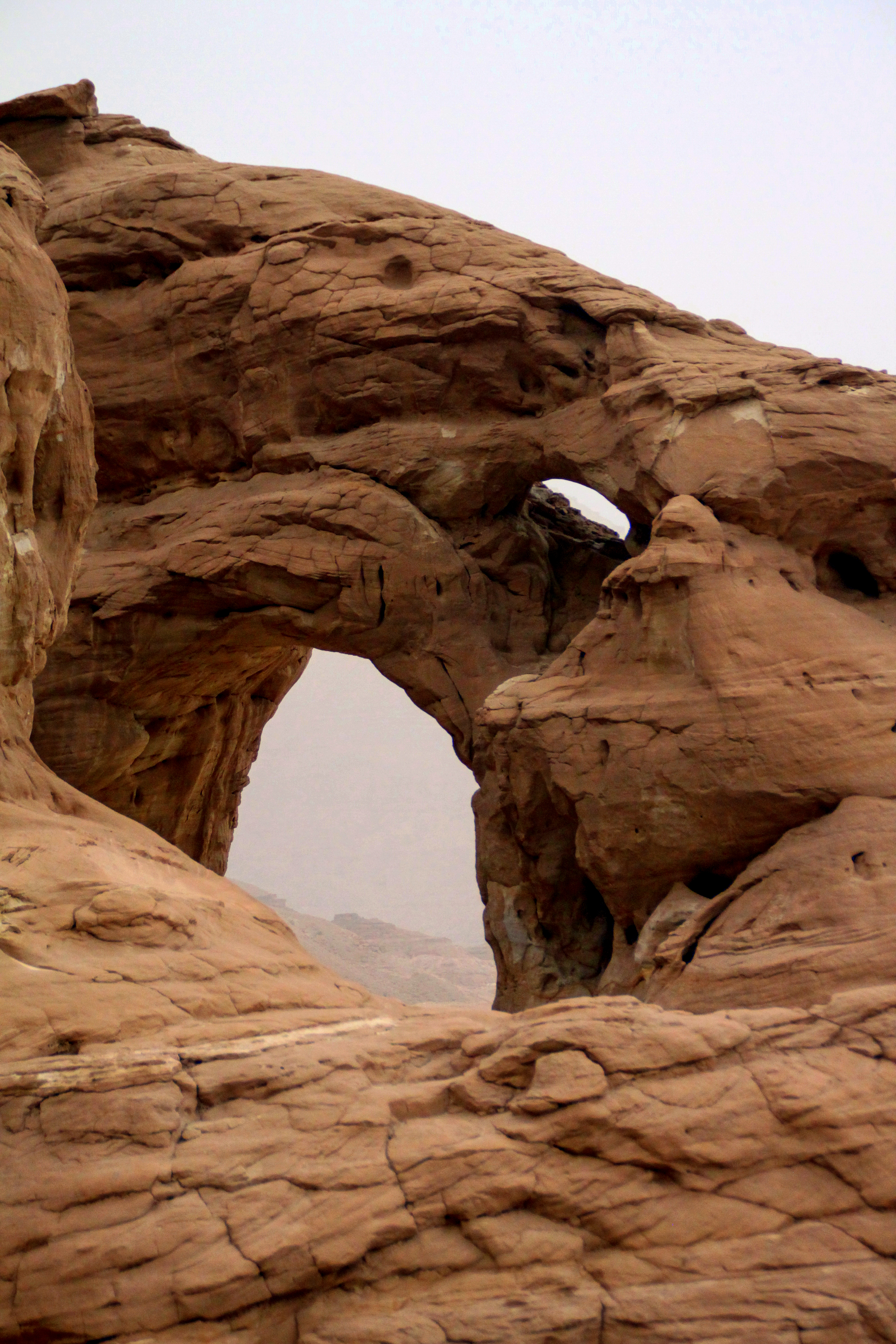

Dolina Timna – obszar w Izraelu, położony na północ od Zatoki Akaba, gdzie w starożytności wydobywano miedź.

## Lokalizacja
Dolina Timna zlokalizowana jest w Izraelu, na północ od Zatoki Akaba w odległości około 24 km. Ograniczona jest pasmem górskim Zuke Timna o wysokości, wahającej się od 275 do 370 m, z trzech stron: północnej, zachodniej i południowej.

## Badania archeologiczne
Pierwsze badania archeologiczne w Dolinie Timna rozpoczęły się 1860 roku pod kierunkiem Johna Pethericka. W ich wyniku odkryto kilka osad o charakterze metalurgicznym. W 1934 roku Fritz Frank podczas wykopalisk znalazł pozostałości po siedmiu obozach hutniczych i ustalił ich datację na X–VI wiek p.n.e. W 1940 roku Nelson Glueck wydał monografię King Solomon's Mines, poświęconą starożytnym kopalniom w Dolinie Timna. Kolejny etap badań rozpoczął się w 1959 roku. Ekspedycję na zlecenie Muzeum Ziemi Izraela i Uniwersytetu Telawiwskiego poprowadził Beno Rothenberg. Prace wszczęto w kilku miejscach. W ich wyniku u podnóża Zuke Timna odkryto kilka kopalń miedzi. Ustalono, że wydobywana ruda miedzi – przeważnie chalkocyt i malachit – zawierała 20% kruszcu. Kopalnie eksploatowano od epoki późnego brązu do żelaza I, po czym nastąpiła przerwa do czasów rzymsko-bizantyjskich, gdy w II–III wieku pozyskiwano rudę miedzi, tlenek żelaza i mangan. Brak śladów po konstrukcjach służących do wytopu metali świadczy o tym, że rudę transportowano do odlewni Be’er Ora, położonej na południe od Doliny Timna.
W Dolinie Timna około 400 m na wschód od współczesnej kopalni miedzi odkryto osadę chalkolityczną z najstarszym znanym obecnie piecem kamiennym, w którym wytapiano miedź. W pobliskim obozowisku robotników znaleziono ceramikę, kamienne narzędzia i krzemienne przybory.
Na zachód od góry Timna odsłonięto osadę, pochodzącą z epoki żelaza I. Jest datowana na XII wiek p.n.e. W wyniku badań w jedenastu odrębnych miejscach wykryto trzy piece, przyrządy związane z procesem wytapiania miedzi, miedziane narzędzia i ceramikę. Obok osady w trakcie badań natrafiono na pozostałości po świątyni, która reprezentuje wczesnosemicki typ budownictwa sakralnego.
W 1969 roku prowadzono badania archeologiczne na wzgórzu przy tzw. Filarach Salomona. W ich wyniku odsłonięto pozostałości po starożytnej świątyni Hathor.